# يوليوس شميد (رجل أعمال)
جوليوس شميد  (17 مارس 1865 - 1955)، مخترع الواقي الذكري لتحديد النسل حيث تعود له العلامة التجارية دوريكس. 

## السيرة الشخصية
ولد في شورندورف بألمانيا في 17 مارس 1865. هاجر إلى مدينة نيويورك في سن 17 عام 1882.  أسس شركة شميد لابوراتوريز في ليتل فولز بولاية نيو جيرسي في عام 1883. 

## وصلات خارجية
- يوليوس شميد (رجل أعمال) على مشروع الدليل المفتوح
- عوازل ذكرية من اللاتكس والأمراض المنقولة جنسيا – من مركز مكافحة الأمراض والوقاية منها بالولايات المتحدة. (بالإنجليزية)